# Llista de muntanyes de la Plana Alta
Llista de muntanyes a la comarca de la Plana Alta, al País Valencià.
| Nom                     | Altura   | Municipi                                | Unitat de relleu               | Coordenades                                            | Foto |
| ----------------------- | -------- | --------------------------------------- | ------------------------------ | ------------------------------------------------------ | ---- |
| Tossal de Saragossa     | 1.082 m. | la Serra d'en Galceran                  | Serra d'en Galceran            | 40° 17′ 24″ N, 0° 00′ 03″ O / 40.2900406°N,0.0009518°O |      |
| Tossal de la Vila       | 953 m.   | la Serra d'en Galceran                  | Serra d'en Galceran            | 40° 16′ 02″ N, 0° 02′ 07″ O / 40.2672376°N,0.0353095°O |      |
| Tossal d'en Boix        | 733 m.   | les Coves de Vinaromà                   | Serra d'en Galceran            | 40° 20′ 54″ N, 0° 03′ 17″ E / 40.3483928°N,0.0546928°E |      |
| el Bartolo              | 729 m.   | la Pobla Tornesa Benicàssim Cabanes     | Serra del Desert de les Palmes | 40° 05′ 07″ N, 0° 01′ 52″ E / 40.085393°N,0.0310218°E  |      |
| Penya del Corn          | 726 m.   | Vilafamés Borriol                       | Serra de Borriol               | 40° 05′ 27″ N, 0° 03′ 35″ O / 40.0909648°N,0.0597846°O |      |
| Mola del Morico         | 698 m.   | la Pobla Tornesa Borriol Benicàssim     | Serra del Desert de les Palmes | 40° 04′ 13″ N, 0° 00′ 09″ E / 40.0701608°N,0.0024489°E |      |
| Roca Blanca             | 631 m.   | Borriol Benicàssim Castelló de la Plana | Serra del Desert de les Palmes | 40° 03′ 58″ N, 0° 00′ 09″ O / 40.0661027°N,0.0026155°O |      |
| Agulles de Santa Àgueda | 539 m.   | Benicàssim Cabanes                      | Serra de les Agulles           | 40° 04′ 33″ N, 0° 03′ 13″ E / 40.0759631°N,0.0536289°E |      |
| el Tossal de Catapí     | 519 m.   | les Coves de Vinaromà                   | Serra del Cavall               | 40° 20′ 36″ N, 0° 10′ 49″ E / 40.3432126°N,0.1804019°E |      |
| Tossal del Molló        | 513 m.   | la Vall d'Alba la Serra d'en Galceran   | Serra d'en Galceran            | 40° 12′ 32″ N, 0° 03′ 08″ O / 40.2087576°N,0.0523147°O |      |
| la Ferradura            | 502 m.   | Cabanes                                 | Serra del Desert de les Palmes | 40° 07′ 31″ N, 0° 05′ 12″ E / 40.125412°N,0.0867912°E  |      |
| Tossal de Subarra       | 498 m.   | Benlloc                                 |                                | 40° 11′ 24″ N, 0° 04′ 54″ E / 40.1901105°N,0.0815758°E |      |
| el Gaidó                | 477 m.   | Cabanes la Vall d'Alba la Pobla Tornesa |                                | 40° 08′ 33″ N, 0° 01′ 01″ E / 40.142558°N,0.0170151°E  |      |
| Tossal Roig             | 466 m.   | Borriol                                 | Serra del Desert de les Palmes | 40° 03′ 35″ N, 0° 01′ 27″ O / 40.0596059°N,0.0242936°O |      |
| el Mocoró               | 458 m.   | Cabanes                                 |                                | 40° 08′ 51″ N, 0° 03′ 42″ E / 40.1474132°N,0.061529°E  |      |
| Tossal del Segall       | 338 m    | Vilafamés                               |                                | 40° 07′ 32″ N, 0° 07′ 25″ O / 40.1255725°N,0.1235541°O |      |
| Tossal de l'Assut       | 326 m.   | Vilanova d'Alcolea                      |                                | 40° 14′ 55″ N, 0° 04′ 47″ E / 40.2486384°N,0.0796876°E |      |